# トッリチェッラ
トッリチェッラ（イタリア語: Torricella）は、イタリア共和国プッリャ州ターラント県にある、人口約4,200人の基礎自治体（コムーネ）。

## 地理

### 位置・広がり

#### 隣接コムーネ
隣接するコムーネは以下の通り。
- サーヴァ - 北東
- マルッジョ - 南東
- リッツァーノ - 北西

## 行政

### 分離集落
トッリチェッラには、以下の分離集落（フラツィオーネ）がある。
- Monacizzo, Torre Ovo-Librari-Truglione, Contrada Palermo, Contrada Cotugno-Samia